# Паола Андино
Паола Никол Андино (енгл. Paola Nicole Andino; Бајамон, 22. март 1998) америчка је глумица позната по главној улози Еме Алонсо у Никелодионовој серији Тинејџ вештица.

## Биографија
Рођена у Бајамону, у Порторику, а са три године се преселила у Далас, у Тексасу, с родитељима и братом. Као дете, плесала је такмичарски као члан плесног студија у Луисвилу; у десетој години почела је да узима часове глуме са Антонијом Денардом у Денардовом подухвату талента у Луисвилу. Након гостовања у епизоди Увода у анатомију, 2011. је глумила у филму Холмаркове галерије славних, Иза табле. Децембра 2013, добила је улогу Еме Алонсо, водеће женске улоге, у серији Тинејџ вештица, која је почела да се емитује у јануару 2014. Захваљујући овој улози, номинована је за најбољу младу глумицу.

## Филмографија
| Година     | Наслов             | Улога                   | Белешке                        |
| ---------- | ------------------ | ----------------------- | ------------------------------ |
| 2010.      | Увод у анатомију   | Лили Прајс              | епизода: „Ово моје оружје”     |
| 2011.      | Иза табле          | Марија                  | ТВ филм                        |
| 2014.      | РеагујНаТо         | Паола Андино            | она лично                      |
| 2014—2015. | Тинејџ вештица     | Ема Алонсо              | главна улога                   |
| 2015.      | Талија у кухињи    | Ема Алонсо              | епизода: „Тинејџ вештица Лола” |
| 2015.      | Академија чаролија | Ема Алонсо              | 2 епизоде                      |
| 2017.      | Краљица југа       | Оливија „Чапара” Гутире | 5 епизода                      |